# Ligue mondiale de volley-ball 1993
Navigation
Édition précédente Édition suivante
Ligue mondiale de volley-ball 1993

## Généralités
Cette édition de la Ligue mondiale a opposé douze équipes. Le Brésil, vainqueur, a remporté le prix de $3 millions et a mis fin à la série de trois victoires consécutives de l'Italie.

## Tour intercontinental

### Poule A
| Poule A    | Pts | Joués | Gagnés | Perdus | SP | SC |
| Russie     | 36  | 20    | 16     | 4      | 51 | 23 |
| Brésil     | 35  | 20    | 15     | 5      | 52 | 18 |
| Japon      | 30  | 20    | 10     | 10     | 36 | 41 |
| Allemagne  | 29  | 20    | 9      | 11     | 32 | 42 |
| États-Unis | 27  | 20    | 7      | 13     | 30 | 44 |
| Grèce      | 23  | 20    | 3      | 17     | 21 | 54 |

### Poule B
| Équipes      | Pts | Joués | Gagnés | Perdus | SP | SC |
| Italie       | 39  | 20    | 19     | 1      | 59 | 14 |
| Cuba         | 36  | 20    | 16     | 4      | 53 | 20 |
| Pays-Bas     | 30  | 20    | 10     | 10     | 42 | 33 |
| Chine        | 29  | 20    | 9      | 11     | 36 | 40 |
| Corée du Sud | 25  | 20    | 5      | 15     | 18 | 49 |
| Finlande     | 21  | 20    | 1      | 19     | 5  | 57 |

## Final Four (São PauloBrésil)

### Demi-finales
- Brésil 3-0  Italie (15-11 15-11 15-9)
- Russie 3-1  Cuba (15-10 15-13 12-15 15-9)

### Finales
- Finale 3-4 :  Italie 3-0  Cuba (15-12 15-11 15-12)
- Finale 1-2 :  Brésil 3-0  Russie (15-12 15-13 15-9)

## Classement final
| Place              | Équipe       |
| ------------------ | ------------ |
| Médaille d'or      | Brésil       |
| Médaille d'argent  | Russie       |
| Médaille de bronze | Italie       |
| 4                  | Cuba         |
| 5                  | Pays-Bas     |
| 6                  | Japon        |
| 7                  | Chine        |
| 8                  | Allemagne    |
| 9                  | États-Unis   |
| 10                 | Corée du Sud |
| 11                 | Grèce        |
| 12                 | Finlande     |

## Distinctions individuelles
- MVP : Giovanne Gavio  Brésil
- Meilleur attaquant : Dmitry Fomin  Russie
- Meilleur passeur : Mauricio Lima  Brésil
- Meilleur central : Oleg Shatunov  Russie
- Meilleur serveur : Dmitry Fomin  Russie
- Meilleur réceptionneur : Gilmar Nascimento Texeira  Brésil
- Meilleur esprit : Damiano Pippi  Italie